# Moktar Ali Zubeyr
Sheikh Moktar Ali Zubeyr (somaliska: Mukhtaar Cali Zuubeyr, arabiska: مختار علي الزبير), också känd som Muktar Abdirahman "Godane", Ahmad Abdi Godane, Ahmad Abdi Aw Muhammad, Mukhtar Abu Zubeyr och Muqtar Abdurahman Abu Zubeyr, född 10 juli 1977 i Hargeisa, Somalia, död 1 september 2014 nära Haaway i Lower Shebelle-regionen i Somalia, var emir (ledare) för al-Shabaab, som numera är en av de mest kända upproriska grupperna i Somalia. Godane, som tränades och stred i Afghanistan, är stämplad som terrorist av USA . Han efterträdde Sheikh Mukhtar Robow som var al-Shabaabs ledare under flera månader efter Sheikh Adan Eyrow's död.

## Uppväxt
Muktar Abdirahman Godane härstammar från Isaaq-klanen i Somaliland , en separatistprovins i norra Somalia. Han studerade koranen i Hargeisa och var en veteran från kriget i Afghanistan . I Somaliland arbetade Godane för Al-Barakat. Han härstammar från en arabisk subklan från Isaakklanens familj. År 2006 blev Godane generalsekreterare för Islamiska domstolarnas högsta råd, en organisation som leddes av Sharif Ahmed.

## Al-Qaida
Under september 2009 syntes Godane i en Al-Shabaab video där han erbjöd sina tjänster till Usama bin Ladin . Videon verkade vara ett svar på Bin Ladins uttalande i mars där han uppmanade somalierna att störta den nyligen valde somaliske presidenten Sharif Sheikh Ahmed . I januari 2010 släppte Godane ett uttalande å Al-Shababs vägnar, där han upprepade stödet för Al-Qaida och uppgav att organisationen "bestämde sig att ansluta sig till al Qaidas internationella jihad".

## Spänningarna inom Al-Shabab
Godane steg i graderna inom Al-Shabab tillsammans med nära vännen Ibrahim Haji Jama Mee'aad (även känd som Ibrahim Al-Afghani). Trots den nära vänskapen hade de två vitt skilda åsikter om Al-Shababs framtid. Detta resulterade i stora spänningar inom organisationen vilket ledde till att många av Godanes äldsta vänner tog avstånd från honom.

## Avsättande från ledarskapet
Den 25 december 2010 avsattes Godane som ledare av Al-Shabab efter en schism inom organisationen. Konflikten gällde Sheikh Hassan Dahir Aweys roll inom Al-Shabab, efter att dennes grupp, Hizbul Islam, anslöt sig till Al-Shabab. Godane motsatte sig att Sheikh Hassan Dahir Awey skulle få en betydande roll, medan andra inflytelserika ledare inom Al-Shabab såsom Mukhtar Robow och Fuad Mohamed Qalaf (även känd som Fuad Shangole) ville detta. Godane ersattes då av Ibrahim "al-Afghani", f.d. guvernör i Al-Shabaabs Kismayo administration.